# Рабочие-кули
Рабочие-ку́ли, или просто ку́ли (от хинди क़ूली букв. «работник» из тюрк. qul подневольный, раб, служитель) — в историографии термин широко использовался для описания наёмных работников, батраков, которых европейцы XVIII — начала XX веков перевозили в качестве дешёвой рабочей силы из Индии и Китая в американские и африканские колонии, остро нуждавшиеся в рабочей силе после отмены рабства, массовой гибели индейцев от болезней, занесённых европейцами, ранее также из-за массового бегства негров-рабов в горы (см. мароны).
При этом условия труда и жизни кули, их социальное положение в обществе зачастую фактически превращали их в рабов. В транспортировке кули принимали участие большинство западноевропейских держав эпохи колониализма. Особенно преуспели в этом британские и голландские колониальные власти. В США, нуждавшиеся в дешёвой рабочей силе, также ввозились кули из Китая.
Первоначально кули были в основном заняты на плантациях (сахарный тростник, бананы), горнодобывающих шахтах, многие также открывали мелкие лавки, занимались частным предпринимательством.

## Географическое распределение
Из-за достаточно дорогой транспортировки кули, большинство из них осело в местах своего нового трудоустройства и впоследствии составило значительную долю населения новых независимых государств:
- ЮАР 1,2 млн или 2,5 % населения.
- Тринидад и Тобаго 40,3 % населения или 0,5 млн чел.
- Гайана 43,5 % (350 тыс.).
- Суринам, где ныне вместе проживают индийцы (37 % или 167 тыс.), яванцы (15 % или 68 тыс.) и китайцы (1 % или 5 тыс.).
- Китайские кули, завезённые в испанские колонии, к настоящему времени в основном смешались с местным населением и ныне не выделяются как отдельная группа.

## Кули в США

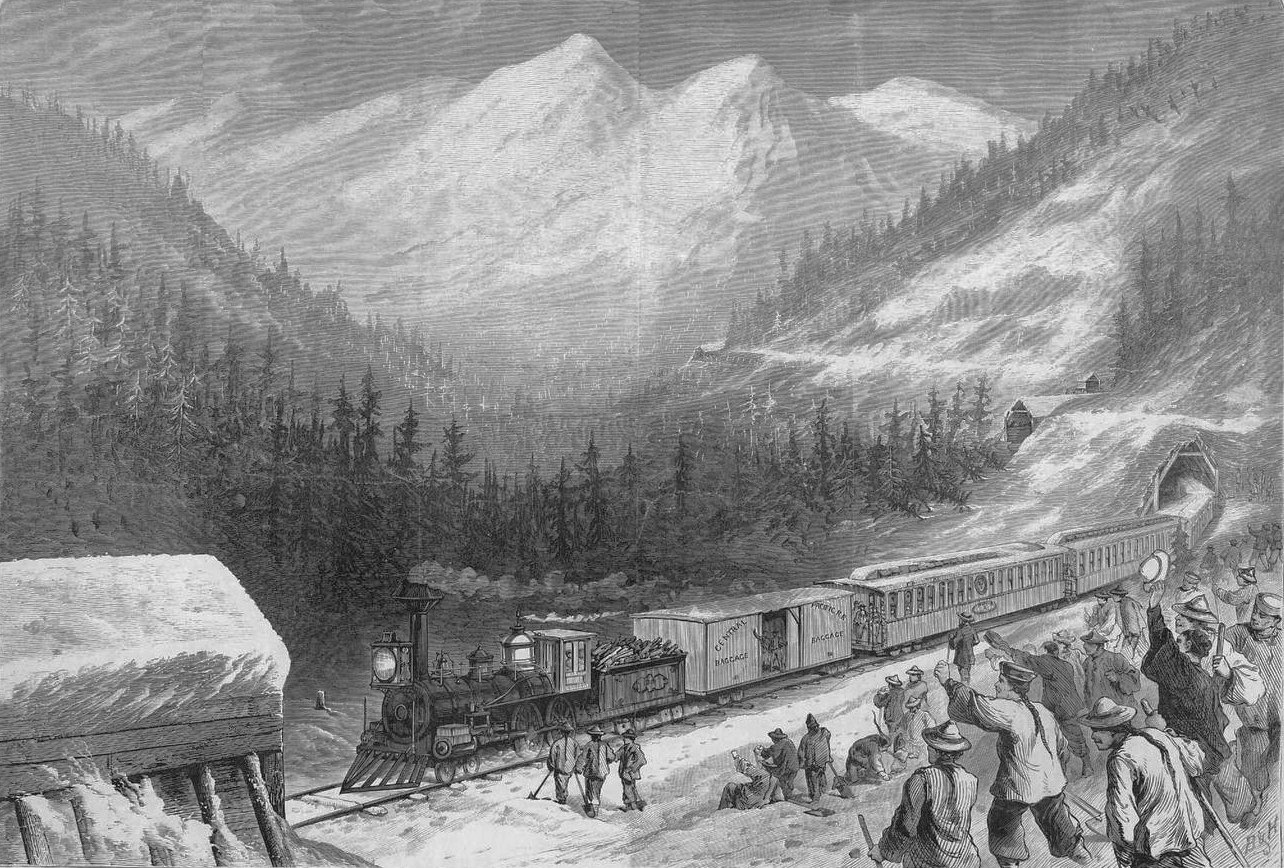
Китайские рабочие строят первую трансконтинентальную дорогу США.

Во время недостатка рабочих в 1850—1870 годы в Калифорнии большое количество китайцев устремилось сюда на заработки в качестве прислуги и чернорабочих; в 1860 году их здесь было 34 933 чел. Благодаря железнодорожным постройкам, число их в 1870 году дошло до 63199 чел., почти исключительно мужчин. В это время в конкуренцию с китайцами вступили рабочие других национальностей, особенно ирландцы, и так как китайцы своей непритязательностью понизили заработную плату, то это возбудило против них сильное озлобление, обостренное их образом жизни. Они жили в узких и нездоровых жилищах в одном из кварталов Сан-Франциско и, принадлежа почти исключительно к низшим классам, составляли по большей части собственность «шести компаний» — больших торговых обществ, доставлявших им средства для переезда и эксплуатировавших их, как должников, до покрытия путевых издержек. В среде их действовала тайная система частной судебной расправы. На 100820 китайцев-мужчин в 1880 году приходилось лишь 4793 женщин, почти поголовно являвшихся проститутками.

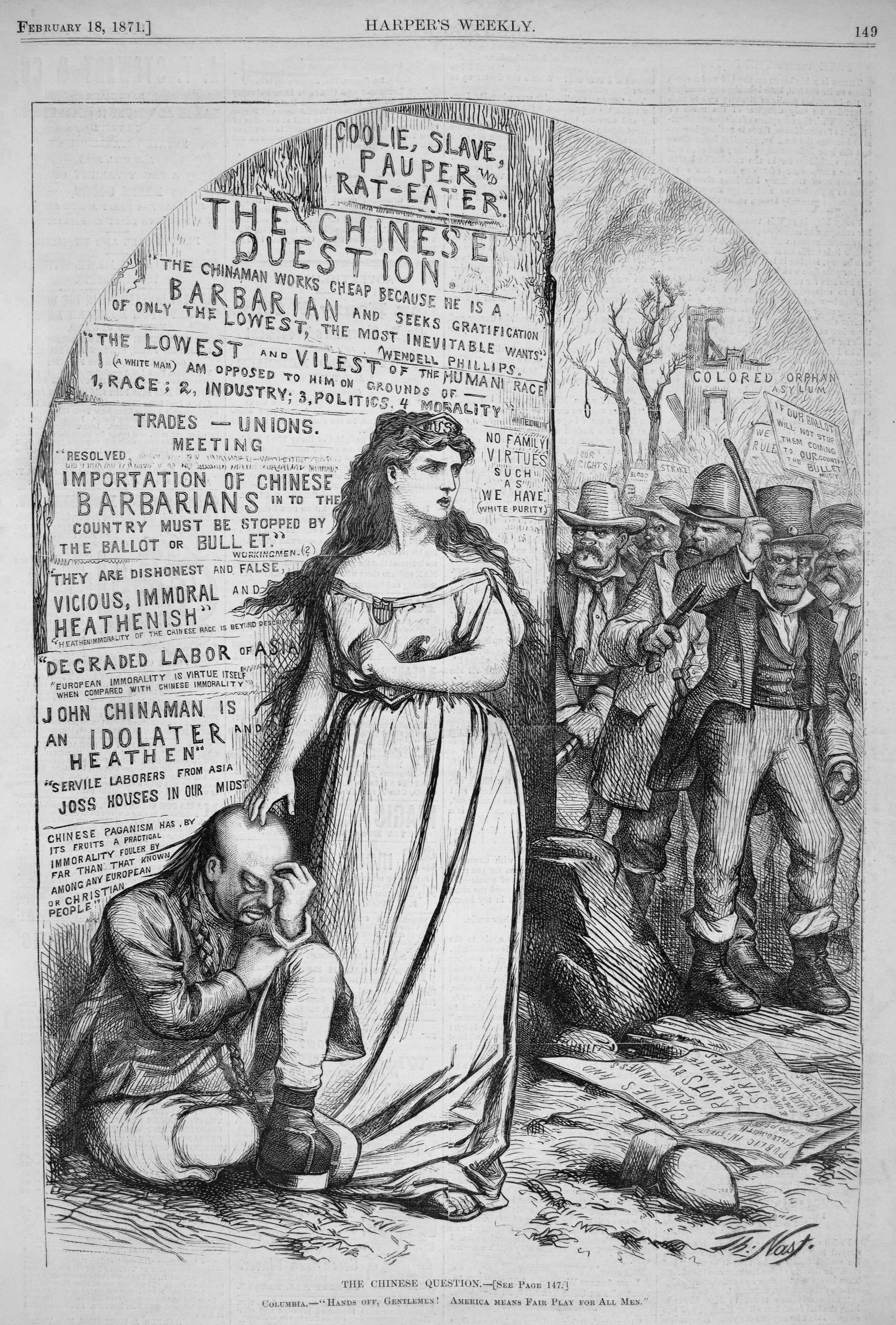
Колумбия защищает китайца от ирландских погромщиков, которые уже сожгли детский приют для «цветных» детей. На доске объявлений множество антикитайских листовок (карикатура Томаса Наста 1871 года).

По постановлениям судов китайцы не признавались имеющими одинаковые с европейцами права на получение гражданства США. В 1850-е годы китайцам приходилось страдать от насилий ожесточенной толпы; злейшим врагом их был ирландский демагог Денис Кёрни, устроивший настоящий крестовый поход против них и кончавший все свои речи словами: «Китайцев надо прогнать!». Сопротивление их наплыву передавалось во все места, куда они ни направлялись.
В 1856 году в Калифорнии были изданы антикитайские законы и этому примеру вскоре последовали соседние штаты. Сначала пытались устранить китайцев путем введения для них дополнительных налогов; потом против них были изданы особые распоряжения, наконец, решено было, их изгнание. Конституция Калифорнии 1879 г. дала штату право изгонять китайцев. Договоры с Китаем помешали, однако, приведению в исполнение этих постановлений.
Так как китайцы с 1875 г. массами стали поступать в сельские рабочие, пострадавшие от этого штаты прибегли к последнему средству — апелляции к федеральному правительству. В марте 1878 года президент Хейс наложил вето на принятый конгрессом закон, ограничивавший иммиграцию китайцев, так как он противоречил договорам с Китаем. В президентской кампании 1880 года Гарфилд едва чуть не потерпел поражение, так как его противники распространили подложное письмо, доказывавшее его нежелание принять меры против наплыва китайцев.
17 ноября 1880 года был заключен договор с Китаем, которым Соединенным Штатам предоставлялось право ограничивать, но не запрещать совершенно иммиграцию китайцев. 6 мая 1882 года издан был закон (исправленный 5 июля 1884 года), на 10 лет отсрочивавший иммиграцию китайцев, но не касавшийся тех, которые уже раньше жили в стране. 2 сентября 1885 года в Рок-Спрингсе (штат Вайоминг) дело дошло до погрома, во время которого 50 китайцев было убито и их имущество было уничтожено. В 1886—88 годах велись дипломатические переговоры с Китаем, чтобы добиться согласия его на полное запрещение переселения в США китайских подданных. Переговоры не имели успеха, и 1 октября 1888 года конгресс издал закон, в противоречие с договорами полностью запрещавший ввоз китайцев. Этот закон был парализован тем, что китайцы высаживались на берег в Канаде и Мексике и оттуда переходили в США через неохраняемую границу.
В мае 1892 года, несмотря на протест китайского правительства, действие антикитайского закона 1884 года было продлено ещё на 10 лет, с различными отягчительными дополнениями: китайцы лишались права, по представлении залога, освобождаться от ареста; все китайские рабочие подлежали регистрации и должны были иметь виды на жительство; китайцы, незаконно въехавшие в страну, до высылки подвергались тюремному заключению на год.

## Австралия

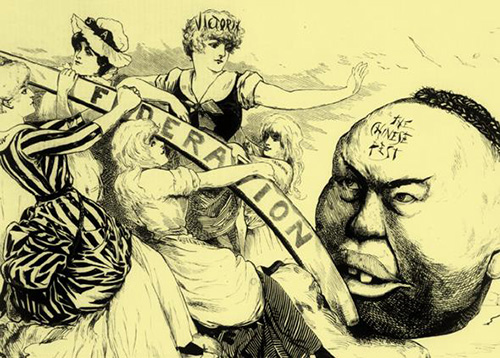
Австралийская карикатура, направленная против китайской иммиграции, 1886 г.

В 1890 году в Австралии на 3 миллиона европейцев приходилось лишь около 51000 китайцев. В 1877 году колония Квинсленд постановила, что владельцы переселенческих судов уплачивают за каждого привезенного китайца налог в 10 фунтов стерлингов, которые, за вычетом правительственных на него издержек, возвращались данному лицу, в случае оставления им колонии. Кроме того, определялось, что на судах на каждые 10 — позже на 30 — тонн должно приходиться не более одного китайца. В 1884 году поголовный налог повышен до 30 фунтов стерлингов. Подобные законы в 1881 году были приняты в Новом Южном Уэльсе, Виктории, Новой Зеландии, Южной Австралии. В 1888 году в Новом Южном Уэльсе поголовный налог был отменен, но дозволен был ввоз лишь одного китайца на 300 тонн.

## Другие страны

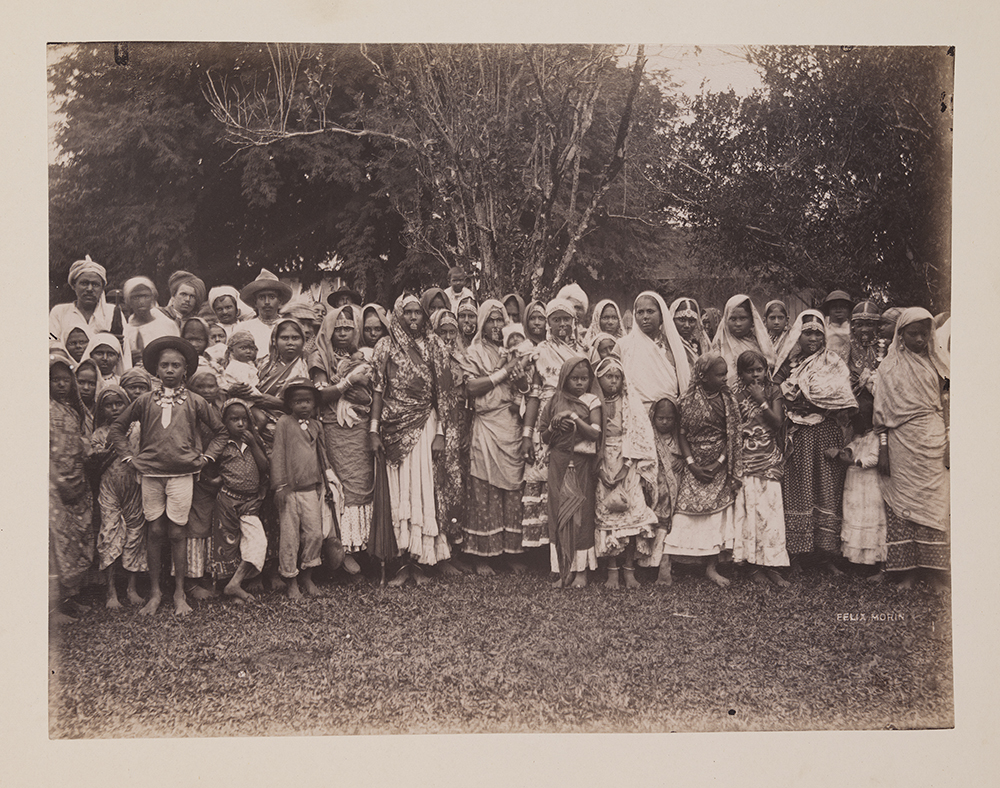
Индийцы-кули на британском острове Тринидад; около 1890 г.

Когда в британских, французских и нидерландских колониях Вест-Индии и Южной Америки потерянные с освобождением негров рабочие силы стали заменяться ввозом кули из Китая и Индии (прежде всего в 1844 году в британской Гвиане и ещё в 1834 году на Маврикии), происходило много злоупотреблений: кули едва отличались от рабов. Правительство Британской Индии, в ограждение вывозившихся в Америку кули издало в 1871 году «индийские эмиграционные акты».
В 1889—91 г. средним числом 17000 кули выселялось ежегодно из Индии, в том числе ⅔ в Гвиану и Вест-Индию, остальные в Наталь, на Маврикий и на Фиджи.

## Политическая мотивация
В ряде случаев британцы в качестве кули (и вместе с ними) привозили дешёвую рабочую силу из крайне отсталых стран Южной Европы (например, португальцы). Постепенно термин приобрёл уничижительное/оскорбительное значение, хотя в языке-оригинале его изначально не было. При этом британцы зачастую умышленно «импортировали» рабочих-кули с целью диверсификации национального состава населения, разжигая при этом национальную вражду и действуя по принципу «разделяй и властвуй». Впоследствии это привело к затяжной вражде между индийцами и неграми в Гайане, между африканерами, англо-африканцами и азиатами в ЮАР и т. д.